# Wald (Berno)
Wald – gmina (niem. Einwohnergemeinde) w Szwajcarii, w kantonie Berno, w regionie administracyjnym Bern-Mittelland, w okręgu Bern-Mittelland. 1 stycznia 2004 do gminy przyłączono gminy Englisberg oraz Zimmerwald.

## Demografia
W Waldzie mieszka 1176 osób. W 2020 roku 6,3% populacji gminy stanowiły osoby urodzone poza Szwajcarią.